# Фрутильяр
Фрутильяр (исп. Frutillar) — город в Чили. Административный центр одноимённой коммуны. Население — 9118 человек (2002). Город и коммуна входит в состав провинции Льянкиуэ и области Лос-Лагос.
Территория коммуны —  831,4 км². Численность населения — 17 141 житель (2007). Плотность населения — 20,62 чел./км².

## Расположение
Город расположен в 40 км на север от административного центра области города Пуэрто-Монт.
Коммуна граничит:
- на севере — c коммуной Пурранке
- на северо-востоке — c коммуной Пуэрто-Октай
- на востоке — с коммуной Пуэрто-Варас
- на юге — c коммуной Льянкиуэ
- на западе — c коммуной Фресия

## Демография
Согласно сведениям, собранным в ходе переписи Национальным институтом статистики,  население коммуны составляет 17 141 человек, из которых 8783 мужчины и 8358 женщин.
Население коммуны составляет 2,16 % от общей численности населения области Лос-Лагос. 34,19 %  относится к сельскому населению и 65,81 % — городское население.